# Municipio de Franks (condado de Woodruff)
El municipio de Franks (en inglés: Franks Township) es un municipio ubicado en el condado de Woodruff en el estado estadounidense de Arkansas. En el año 2010 tenía una población de 124 habitantes y una densidad poblacional de 1,36 personas por km².

## Geografía
El municipio de Franks se encuentra ubicado en las coordenadas 35°7′42″N 91°5′38″O / 35.12833, -91.09389. Según la Oficina del Censo de los Estados Unidos, el municipio tiene una superficie total de 90.86 km², de la cual 90,42 km² corresponden a tierra firme y (0,48 %) 0,44 km² es agua.

## Demografía
Según el censo de 2010, había 124 personas residiendo en el municipio de Franks. La densidad de población era de 1,36 hab./km². De los 124 habitantes, el municipio de Franks estaba compuesto por el 98,39 % blancos, el 1,61 % eran afroamericanos. Del total de la población el 0 % eran hispanos o latinos de cualquier raza.